# Dorado (costellazione)
Il Dorado è una costellazione del cielo australe creata nel XVI secolo, introdotta nell'Uranometria nel 1603. Raffigura una corifena (Coryphaena hippurus, dorado in spagnolo), ma in passato è stato rappresentato anche come un pesce spada.
Anche se il nome Dorado è spagnolo e non latino, per indicare le sue stelle gli astronomi utilizzano la forma genitiva latina Doradus; per la declinazione (così come per l'adiacente costellazione della Nave Argo) il nome Dorado è stato trattato come un nome proprio femminile di origine greca che termina in -ō (come Io, Callisto o Argo), la cui forma genitiva finisce in -ūs.

## Caratteristiche

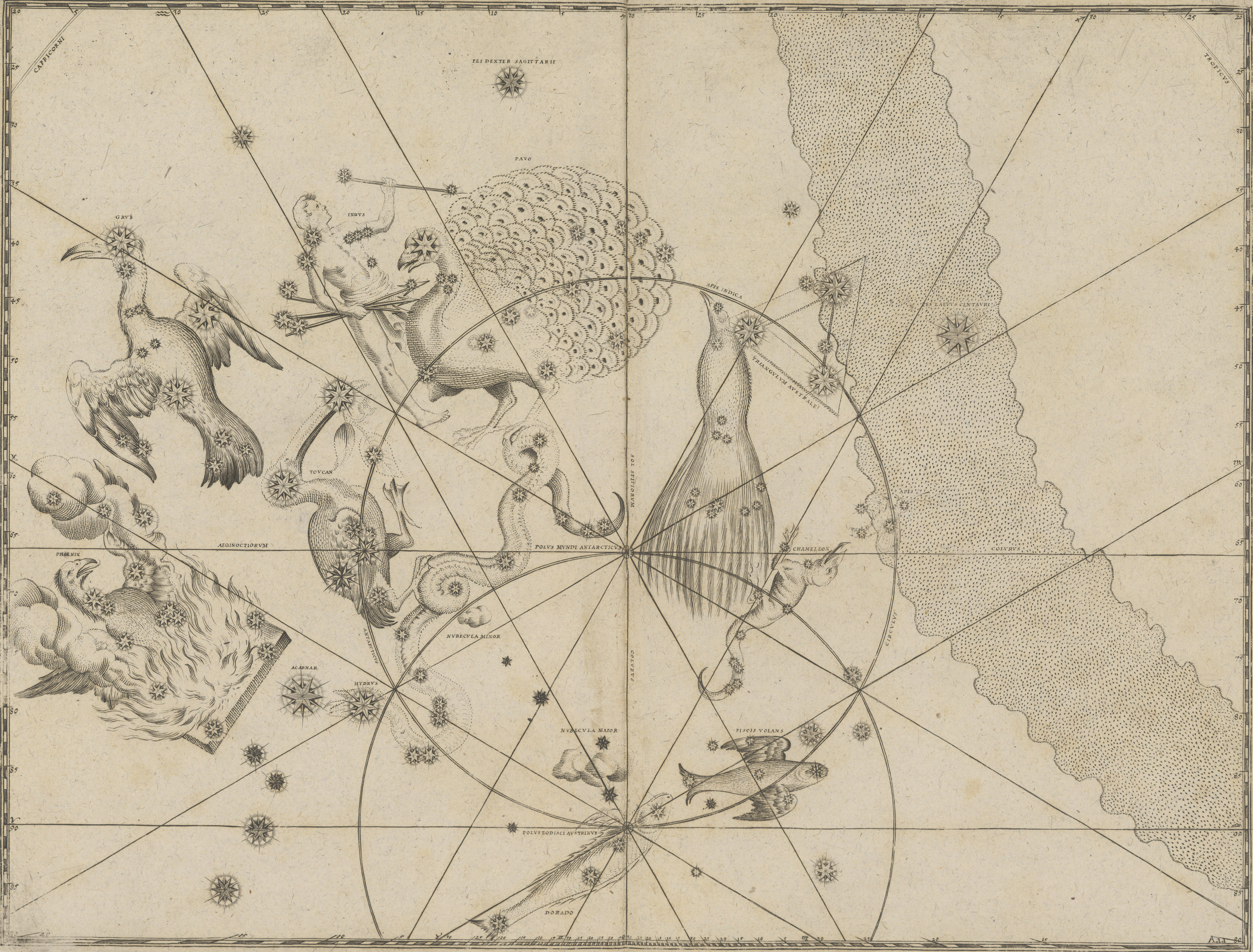
In questa mappa celeste di Johann Bayer raffigurante le costellazioni australi è visibile il Dorado (in basso al centro, proprio accanto al Pesce Volante)

Si tratta di una piccola costellazione poco appariscente del profondo emisfero celeste australe; è ben conosciuta solo perché all'interno dei suoi confini si trova la porzione maggiore della Grande Nube di Magellano, la cui parte rimanente giace all'interno della costellazione della Mensa. Al suo interno si trova anche il polo australe dell'eclittica. Il Dorado è una delle dodici costellazioni create da Petrus Plancius in seguito alle osservazioni compiute da Pieter Dirkszoon Keyser e Frederick de Houtman e fece la sua prima comparsa in un globo celeste di 35 cm di diametro realizzato nel 1597 (o 1598) ad Amsterdam da Plancius e Jodocus Hondius. Tuttavia, quando venne raffigurato per la prima volta in un atlante celeste - l'Uranometria di Johann Bayer del 1603 - venne rinominato Xiphias, il pesce spada. Il nome Dorado, però, divenne sempre più predominante.
Il periodo più propizio per la sua osservazione nel cielo serale ricade nei mesi compresi fra novembre e aprile.
Essendo situata a declinazioni fortemente australi, dall'emisfero nord la sua osservazione è possibile solo in prossimità dell'equatore mentre dall'emisfero sud è visibile con facilità in tutte le notti dell'anno. Dalle latitudini australi temperate si presenta circumpolare. La parte più settentrionale della costellazione è comunque visibile anche dalle latitudini boreali temperate inferiori, come la parte centro-meridionale del Mediterraneo.

### Stelle principali
- α Doradus è una gigante bianco-azzurra di magnitudine 3,30, distante 176 anni luce; è una doppia molto stretta.
- β Doradus è una supergigante gialla di magnitudine 3,76, distante 1038 anni luce.
- γ Doradus è una nana bianco-gialla di magnitudine 4,26, distante 66 anni luce.
- δ Doradus è una stella bianca di sequenza principale di magnitudine 4,34, distante 145 anni luce.

### Stelle doppie
Le stelle doppie della costellazione sono tutte molto strette e richiedono una strumentazione relativamente potente per essere risolte.
- La più ampia è la HD 28255, composta da due stelle di sesta e settima grandezza risolvibili con uno strumento amatoriale dotato di ingrandimenti elevati.
- α Doradus è una coppia strettissima; le due componensti sono di magnitudine 3,6 e 4,6, che sommate assieme danno la magnitudine 3,3 percepibile ad occhio nudo. La loro separazione è impossibile con strumenti di media potenza; una stella di decima magnitudine, una nana arancione, è visibile in direzione est a poco più di 1 primo d'arco di separazione dalle due componenti maggiori.

| Principali stelle doppie |                                          |                                          |             |             |                                 |         |
| Nome                     | Coordinate equatoriali all'epoca J2000.0 | Coordinate equatoriali all'epoca J2000.0 | Magnitudine | Magnitudine | Separazione (in secondi d'arco) | Colore  |
| Nome                     | AR                                       | Dec                                      | A           | B           | Separazione (in secondi d'arco) | Colore  |
| HD 28255                 | 04h 24m 12s                              | -57° 04′ 17″                             | 6,87        | 7,27        | 5,9                             | g + g   |
| α Doradus                | 04h 34m 00s                              | -55° 05′ 42″                             | 3,61        | 4,56        | 0,2                             | azz + b |
| HD 30003                 | 04h 40m 18s                              | -58° 56′ 38″                             | 7,32        | 7,40        | 3,0                             | g + g   |

### Stelle variabili
Fra le stelle variabili la più importante è la S Doradus, una delle variabili più studiate del cielo; si tratta di una stella ipergigante estremamente instabile e soggetta a ripetute esplosioni, e costituisce il prototipo delle variabili blu luminose, astri che probabilmente esploderanno in ipernovae.
La variabile più luminosa della costellazione è però la β Doradus, una variabile Cefeide le sue oscillazioni sono ben apprezzabili anche ad occhio nudo, in particolare se si rapporta la sua luminosità nell'arco di 10 giorni con quella delle stelle della vicina costellazione del Reticolo.
| Principali stelle variabili |                                          |                                          |             |             |                  |                        |
| Nome                        | Coordinate equatoriali all'epoca J2000.0 | Coordinate equatoriali all'epoca J2000.0 | Magnitudine | Magnitudine | Periodo (giorni) | Tipo                   |
| Nome                        | AR                                       | Dec                                      | Max.        | Min.        | Periodo (giorni) | Tipo                   |
| R Doradus                   | 04h 36m 46s                              | -62° 04′ 37″                             | 4,8         | 6,6         | 168,9            | Semiregolare           |
| S Doradus                   | 05h 18m 14s                              | -69° 15′ 01″                             | 8,6         | 11,5        | -                | Irregolare (prot. LBV) |
| WZ Doradus                  | 05h 07m 34s                              | -63° 23′ 58″                             | 5,2         | 5,32:       | -                | Semiregolare           |
| XZ Doradus                  | 04h 49m 05s                              | -56° 40′ 00″                             | 6,55        | 6,71:       | -                | Irregolare             |
| β Doradus                   | 05h 33m 38s                              | -62° 29′ 23″                             | 3,46        | 4,08        | 9,8426           | Cefeide                |

## Oggetti del cielo profondo

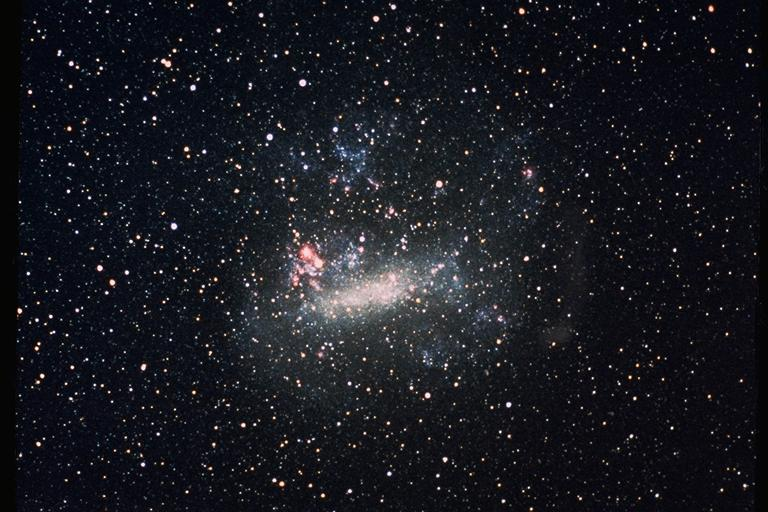
La Grande Nube di Magellano.

La Grande Nube di Magellano, posta al confine meridionale del Dorado, è l'oggetto più notevole non solo della costellazione, ma anche di tutta questa parte di cielo australe. Si presenta come una porzione separata della Via Lattea, in realtà è la più grande e la più vicina delle galassie satelliti della nostra Galassia. Data la sua breve distanza, di soli 48 kpc (157 000 anni luce), è la terza galassia più vicina alla nostra, dopo la Galassia Nana Ellittica del Cane Maggiore (12,9 kpc) e la Galassia Nana Ellittica del Sagittario (16 kpc), quest'ultima posta dalla parte opposta del centro galattico rispetto a noi.
La Grande Nube di Magellano ha una massa equivalente a circa 10 miliardi di volte quella del Sole (1010 masse solari), pari a circa 1/10 della massa della Via Lattea, ossia circa 10 miliardi di stelle; è dunque anche la quarta galassia più grande del Gruppo Locale, dopo la Galassia di Andromeda, la Via Lattea e la Galassia del Triangolo. Nella sua parte nord-orientale si trova la gigantesca Nebulosa Tarantola, un oggetto di dimensioni formidabili, al punto che, nonostante la distanza, è visibile pure ad occhio nudo nelle notti più buie e limpide. L'esplorazione della Nube con piccoli strumenti permette di rivelare una grande quantità di oggetti celesti, soprattutto ammassi aperti.
Nella costellazione vi è pure un gruppetto di galassie relativamente luminose, in particolare nella parte più settentrionale.
| Principali oggetti non stellari |                                          |                                          |                  |             |                                        |                          |
| Nome                            | Coordinate equatoriali all'epoca J2000.0 | Coordinate equatoriali all'epoca J2000.0 | Tipo             | Magnitudine | Dimensioni apparenti (in primi d'arco) | Nome proprio             |
| Nome                            | AR                                       | Dec                                      | Tipo             | Magnitudine | Dimensioni apparenti (in primi d'arco) | Nome proprio             |
| NGC 1533                        | 04h 09m 52s                              | -56° 07′ 06″                             | Galassia         | 10,9        | 2,8 x 2,3                              |                          |
| NGC 1549                        | 04h 15m 45s                              | -55° 35′ 30″                             | Galassia         | 9,7         | 4,9 x 4,1                              |                          |
| NGC 1553                        | 04h 16m 11s                              | -55° 46′ 48″                             | Galassia         | 9,4         | 4,5 x 2,8                              |                          |
| NGC 1566                        | 04h 20m 01s                              | -54° 56′ 16″                             | Galassia         | 9,8         | 7,0 x 4,7                              |                          |
| NGC 1617                        | 04h 31m 39s                              | -54° 36′ 06″                             | Galassia         | 10,7        | 4,3 x 2,1                              |                          |
| NGC 1672                        | 04h 45m 43s                              | -59° 14′ 52″                             | Galassia         | 10,2        | 6,6 x 5,5                              |                          |
| NGC 1947                        | 05h 26m 48s                              | -63° 45′ 38″                             | Galassia         | 10,6        | 3,0 x 2,6                              |                          |
| PGC 17223                       | 05h 23m :                                | -70° :                                   | Galassia         | 0,9         | 640 x 550                              | Grande Nube di Magellano |
| NGC 2070                        | 05h 38m 38s                              | -69° 05′ 40″                             | Nebulosa diffusa | 8,0         | 40 x 25                                | Nebulosa Tarantola       |

## Sistemi planetari
TOI-700 è un sistema analizzato dal telescopio TESS. TOI-700 d è un pianeta con un alto indice di similarità terrestre. HD 30177 è una stella gialla simile al Sole che possiede un pianeta confermato; si tratta probabilmente di un gigante gassoso, ma con una massa oltre 10 volte superiore a quella di Giove, posto su un'ordita a circa 3,95 UA dalla sua stella madre. Gliese 163 è invece una debole nana rossa, attorno alla quale sono stati scoperti cinque pianeti, uno dei quali, Gliese 163 c, è una super Terra situata all'interno della zona abitabile.
| Sistemi planetari |                                          |                                          |             |                |                              |
| Nome del sistema  | Coordinate equatoriali all'epoca J2000.0 | Coordinate equatoriali all'epoca J2000.0 | Magnitudine | Tipo di stella | Numero di pianeti confermati |
| Nome del sistema  | AR                                       | Dec                                      | Magnitudine | Tipo di stella | Numero di pianeti confermati |
| HD 28254          | 04h 24m 51s                              | -50° 37′ 20″                             | 7,71        | Nana gialla    | 1 (b)                        |
| TOI-700           | 06h 28m 23s                              | -65° 34′ 43″                             |             | Nana rossa     | 4 (b, c, d, e)               |
| HD 30177          | 04h 41m 54s                              | -58° 01′ 15″                             | 8,41        | Nana gialla    | 1 (b)                        |
| Gliese 163        | 04h 09m 16s                              | -53° 22′ 25″                             | 11,8        | Nana rossa     | 5 (b, c, d, e, f)            |
| TOI-712           | 06h 11m 45s                              | -65° 49′ 34″                             | 10,8        | Nana arancione | 3 (b, c, d)                  |